# Phereoeca lodli
Phereoeca lodli är en fjärilsart som beskrevs av Antonio Vives 2001. Phereoeca lodli ingår i släktet Phereoeca och familjen äkta malar.
Artens utbredningsområde är Spanien. Inga underarter finns listade i Catalogue of Life.